# Geamhradh Póg
A Geamhradh Póg (más néven a Tél Csókja) a Laurell K. Hamilton által írt Merry Gentry sorozatban található nagy hatalmú kard. A gazdája Fagy, aki a címszereplö Merry (más néven Meredith NicEssus hercegnö) szeretője. A kard képes elvenni a termékenységet. A hatalmát Fagy korábban használta, később már csak védekezésre alkalmazták.